# Flora Finch

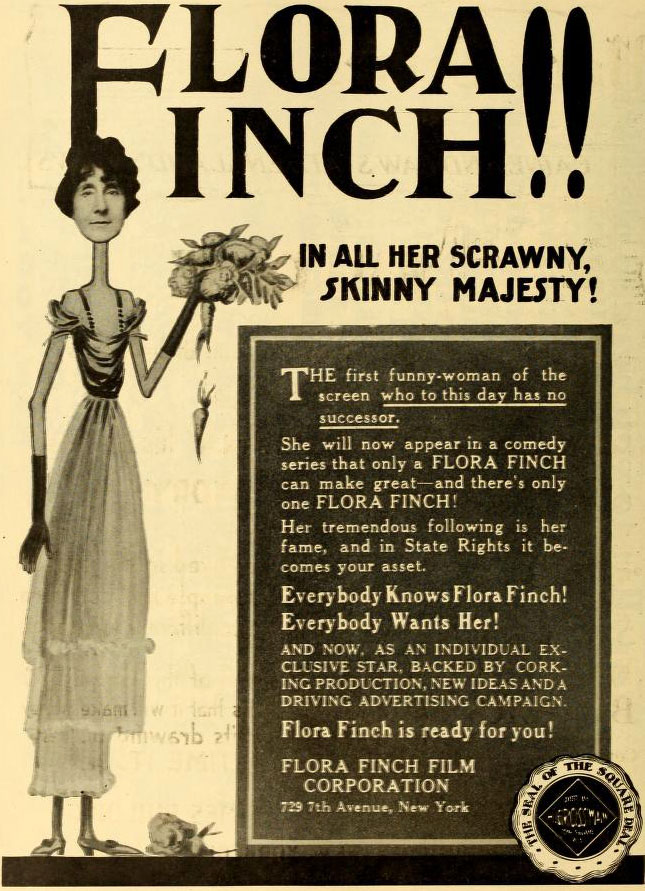
Pubblicità (1917)

Flora Finch (Londra, 17 giugno 1867 – Los Angeles, 4 gennaio 1940) è stata un'attrice inglese che interpretò oltre trecento film all'epoca del muto, duecento circa dei quali per la casa di produzione Vitagraph.

## Biografia

### Carriera
Nata in una famiglia di artisti teatrali e di music-hall itineranti, fu portata negli Stati Uniti quando era ancora bambina. Seguendo la tradizione di famiglia, fino ai trent'anni lavorò in teatro e nel circuito del vaudeville.
Ottenne i suoi primi ruoli sul grande schermo a partire dal 1908, messa sotto contratto dalla Biograph. In questa compagnia lavorò tra gli altri al fianco di Fatty Arbuckle, Mack Sennett (con cui ebbe una breve relazione sentimentale) e Charlie Chaplin.
A partire dal 1910 passò alla Vitagraph, dove fece coppia con John Bunny interpretando fino al 1915 circa 160 comiche di grande successo. I cortometraggi, conosciuti con i nomignoli di "Bunnygraphs", "Bunnyfinches" o "Bunnyfinchgraphs" resero lei e Bunny la prima celebre coppia comica della storia del cinema.
Dopo la morte di Bunny, sopraggiunta nel 1915, continuò ad interpretare cortometraggi comici, ma di minor successo. Fondò una propria casa di produzione, la Flora Finch Productions, non riuscendo però più a riconquistare la popolarità precedente. Continuò a lavorare anche dopo l'avvento del sonoro, ma solo in piccole parti da comprimaria. Il suo ruolo più consistente nell'epoca del sonoro fu ne La lettera scarlatta del 1934; fece inoltre un cameo in uno dei più noti film di Stanlio e Ollio, I fanciulli del West (1937). Il suo ultimo film fu Donne del 1939.
La maggior parte dei film che interpretò è andata perduta.

### Vita privata
Flora Finch sposò Harold March; non sembra che abbiano mai avuto figli.
Morì al Good Samaritan Hosptital di Los Angeles a causa di una setticemia; era stata ricoverata per un'infezione da streptococco sviluppatasi a partire da un taglio accidentale a un braccio, ma l'infezione andò fuori controllo portandola alla morte.

## Filmografia
La filmografia è completa. Quando manca il nome del regista, questo non viene riportato nei titoli

### Attrice

#### 1908
- The Helping Hand, regia di D.W. Griffith (1908)

#### 1909
- Mrs. Jones Entertains, regia di D.W. Griffith (1909)
- Mr. Jones Has a Card Party, regia di D.W. Griffith (1909)
- Those Awful Hats, regia di D.W. Griffith (1909)
- A Wreath in Time, regia di D.W. Griffith (1909)
- His Wife's Mother, regia di D.W. Griffith (1909)
- Jones and His New Neighbors , regia di D.W. Griffith (1909)
- Schneider's Anti-Noise Crusade, regia di D.W. Griffith (1909)
- A Sound Sleeper, regia di D.W. Griffith (1909)
- Jones and the Lady Book Agent,regia di D.W. Griffith (1909)
- What Drink Did, regia di D.W. Griffith (1909)
- Her First Biscuits, regia di D.W. Griffith (1909)
- The Way of Man, regia di D.W. Griffith (1909)

#### 1910
- All on Account of the Milk, regia di Frank Powell (1910)
- Muggsy's First Sweetheart , regia di D.W. Griffith (1910)
- Davy Jones and Captain Bragg, regia di George D. Baker (1910)
- Uncle Tom's Cabin, regia di James Stuart Blackton (1910)
- The Troublesome Baby, regia di Frank Powell (1910)

#### 1911
- The Misses Finch and Their Nephew Billy (1911)
- The Midnight Marauder, regia di Frank Powell (1911)
- The New Stenographer, regia di George D. Baker (1911)
- Captain Barnacle's Courtship, regia di George D. Baker (1911)
- The Wooing of Winifred, regia di Van Dyke Brooke (1911)
- The Derelict Reporter (1911)
- Tim Mahoney, the Scab (1911)
- The Sleep Walker, regia di Van Dyke Brooke (1911)
- Two Overcoats (1911)
- In Northern Forests (1911)
- The Woes of a Wealthy Widow (1911)
- The Subduing of Mrs. Nag, regia di George D. Baker (1911)
- Treasure Trove (1911)
- The Strategy of Ann, regia di George D. Baker (1911)
- Intrepid Davy (1911)
- Her Crowning Glory, regia di Laurence Trimble (1911)
- Her Hero, regia di Van Dyke Brooke (1911)
- Selecting His Heiress, regia di William Humphrey (1911)
- The Gossip, regia di Frederick A. Thomson (1911)
- The Politician's Dream, regia di George D. Baker (1911)
- The Ventriloquist's Trunk, regia di Frederick A. Thomson (1911)
- In the Clutches of a Vapor Bath (1911)

#### 1912
- The First Violin, regia di Van Dyke Brooke (1912)
- Umbrellas to Mend (1912)
- Bunny and the Twins (1912)
- A Cure for Pokeritis, regia di Laurence Trimble (1912)
- Stenographers Wanted (1912)
- Irene's Infatuation (1912)
- The First Woman Jury in America (1912)
- The Old Silver Watch (1912)
- Her Forgotten Dancing Shoes (1912)
- The Governor Who Had a Heart (1912)
- The Suit of Armor (1912)
- The Jocular Winds of Fate, regia di Van Dyke Brooke e Maurice Costello (1912)
- How He Papered the Room (1912)
- Red Ink Tragedy (1912)
- Thou Shalt Not Covet (1912)
- Leap Year Proposals (1912)
- Professor Optimo (1912)
- Diamond Cut Diamond (1912)
- Pandora's Box, regia di Laurence Trimble (1912)
- Pseudo Sultan, regia di Laurence Trimble (1912)
- The Church Across the Way (1912)
- The Troublesome Step-Daughters, regia di George D. Baker (1912)
- Her Old Sweetheart, regia di Albert W. Hale (1912)
- The Foster Child, regia di Van Dyke Brooke (1912)
- A Persistent Lover, regia di Albert W. Hale (1912)
- Martha's Rebellion, regia di Laurence Trimble (1912)
- The Awakening of Jones, regia di Laurence Trimble (1912)
- Suing Susan, regia di Laurence Trimble (1912)
- Saving an Audience, regia di Van Dyke Brooke (1912)
- Captain Barnacle's Legacy, regia di Van Dyke Brooke (1912)
- Bunny's Suicide, regia di Laurence Trimble (1912)
- A Vitagraph Romance, regia di James Young (1912)
- Bachelor Buttons, regia di Laurence Trimble (1912)
- An Elephant on Their Hands, regia di Frederick A. Thomson (1912)
- Bunny All at Sea, regia di George D. Baker e Laurence Trimble (1912)
- An Expensive Shine (1912)
- The Hand Bag (1912)
- The Professor and the Lady, regia di Ralph Ince (1912)
- Lord Browning and Cinderella, regia di Van Dyke Brooke (1912)
- The Unusual Honeymoon, regia di James Young (1912)
- The Servant Problem; or, How Mr. Bullington Ran the House, regia di W.A. Tremayne (1912)
- In the Flat Above, regia di James Young (1912)
- Doctor Bridget, regia di Frederick A. Thomson (1912)
- Freckles, regia di Frederick A. Thomson (1912)
- Planting the Spring Garden, regia di William Humphrey (1912)

#### 1913
- Mr. Bolter's Niece, regia di Frederick A. Thomson (1913)
- Three Black Bags, regia di Frederick A. Thomson (1913)
- The Little Minister, regia di James Young (1913)
- When Mary Grew Up, regia di James Young (1913)
- And His Wife Came Back, regia di James Young (1913)
- The Classmate's Frolic, regia di Ralph Ince (1913)
- Stenographer Troubles, regia di Frederick A. Thomson (1913)
- A Trap to Catch a Burglar, regia di Van Dyke Brooke (1913)
- The Locket; or, When She Was Twenty, regia di Frederick A. Thomson (1913)
- Suspicious Henry, regia di Frederick A. Thomson (1913)
- Hubby Buys a Baby, regia di Frederick A. Thomson (1913)
- The Way Out, regia di Maurice Costello e William V. Ranous (1913)
- His Honor, the Mayor, regia di Frederick A. Thomson (1913)
- The Dog House Builders, regia di James Young (1913)
- Love Laughs at Locksmiths; or, Love Finds a Way, regia di Ralph Ince (1913)
- He Answered the Ad, regia di Bert Angeles (1913)
- Cutey and the Chorus Girls, regia di James Young (1913)
- The Fortune, regia di Wilfrid North (1913)
- There's Music in the Hair, regia di Laurence Trimble (1913)
- Two's Company, Three's a Crowd, regia di Ralph Ince (1913)
- Bingles Mends the Clock, regia di Frederick A. Thomson (1913)
- Cupid's Hired Man, regia di Wilfrid North (1913)
- Mr. Horatio Sparkins, regia di Van Dyke Brooke (1913)
- Vampire of the Desert, regia di Charles L. Gaskill (1913)
- His Life for His Emperor, regia di William Humphrey (1913)
- Bunny's Birthday Surprise, regia di Wilfrid North (1913)
- A Lady and Her Maid, regia di Bert Angeles (1913)
- Bunny as a Reporter, regia di Wilfrid North (1913)
- Bunny's Dilemma, regia di Wilfrid North (1913)
- No Sweets, regia di Van Dyke Brooke (1913)
- One Good Joke Deserves Another, regia di Wilfrid North (1913)
- Love's Quarantine, regia di Wilfrid North (1913)
- A Millinery Bomb, regia Wilfrid North (1913)
- Hubby's Toothache, regia di Wilfrid North (1913)
- The Pickpocket, regia di George D. Baker (1913)
- A Gentleman of Fashion, regia di George D. Baker (1913)
- When the Press Speaks, regia di George D. Baker (1913)
- Bingles' Nightmare; or, If It Had Only Been True, regia di Ralph Ince (1913)
- Those Troublesome Tresses, regia di George D. Baker (1913)
- The Feudists, regia di Wilfrid North (1913)
- Which Way Did He Go?, regia di George D. Baker (1913)
- When Women Go on the Warpath; or, Why Jonesville Went, regia di Wilfrid North e James Young (1913)
- John Tobin's Sweetheart, regia di George D. Baker (1913)
- The Autocrat of Flapjack Junction, regia di George D. Baker (1913)
- Father's Hatband, regia di Van Dyke Brooke (1913)
- Fatty's Affair of Honor, regia di Ralph Ince (1913)
- The Schemers, regia di George D. Baker (1913)
- The Girl at the Lunch Counter (1913)
- The Golf Game and the Bonnet, regia di George D. Baker (1913)

#### 1914
- The New Secretary (1914)
- The Misadventures of a Mighty Monarch, regia di George D. Baker (1914)
- Bunny's Mistake, regia di George D. Baker (1914)
- Cutey's Vacation, regia di Harry Lambart (1914)
- Love's Old Dream, regia di George D. Baker (1914)
- Bunny's Birthday, regia di George D. Baker (1914)
- A Change in Baggage Checks, regia di George D. Baker (1914)
- Bunny's Scheme, regia di George D. Baker (1914)
- The Chicken Inspector, regia di Wilfrid North e Wally Van
- Tangled Tangoists, regia di George D. Baker (1914)
- Bunco Bill's Visit, regia di George D. Baker (1914)
- The Old Fire Horse and the New Fire Chief, regia di George D. Baker (1914)
- Mr. Bunny in Disguise, regia di George D. Baker (1914)
- Bunny Buys a Harem, regia di George D. Baker (1914)
- Bunny's Swell Affair, regia di Lee Beggs (1914)
- Cutey's Wife, regia di Wilfrid North e Wally Van
- Mr. Bunnyhug Buys a Hat for His Bride, regia di George D. Baker (1914)
- Mr. Bingle's Melodrama, regia di George D. Baker (1914)
- Father's Flirtation, regia di George D. Baker (1914)
- The Old Maid's Baby, regia di George D. Baker (1914)
- A Train of Incidents, regia di George D. Baker (1914)
- The Vases of Hymen, regia di George D. Baker (1914)
- Private Bunny, regia di George D. Baker (1914)
- The Locked House, regia di George D. Baker (1914)
- David Garrick, regia di James Young (1914)
- The New Stenographer, regia di Wilfred North (1914)
- Polishing Up, regia di George D. Baker (1914)
- Such a Hunter, regia di George D. Baker (1914)
- Hearts and Diamonds, regia di George D. Baker (1914)
- Bunny Backslides, regia di George D. Baker (1914)
- The Rocky Road of Love, regia di George D. Baker (1914)
- Fixing Their Dads, regia di George D. Baker (1914)
- Mary Jane Entertains, regia di George D. Baker (1914)
- Bunny's Little Brother, regia di George D. Baker (1914)
- A Strand of Blond Hair, regia di George D. Baker (1914)
- Sweeney's Christmas Bird, regia di George D. Baker (1914)

#### 1915
- The Smoking Out of Bella Butts, regia di George D. Baker (1915)
- War, regia di George D. Baker (1915)
- Two and Two, regia di C.J. Williams (1915)
- The Lady of Shalott, regia di C.J. Williams (1915)
- They Loved Him So, regia di C.J. Williams (1915)
- Whose Husband?, regia di C.J. Williams (1915)
- Strictly Neutral, regia di C.J. Williams (1915)
- The Starring of Flora Finchurch, regia di Lee Beggs (1915)
- A Mistake in Typesetting, regia di Lee Beggs (1915)
- A Pair of Queens, regia di George D. Baker (1915)
- Some Duel, regia di George D. Baker (1915)
- Pat Hogan, Deceased, regia di George D. Baker (1915)
- Heavy Villains, regia di George D. Baker (1915)
- Between Two Fires, regia di Cortland Van Deusen (1915)
- The Conquest of Constantia, regia di Cortland Van Deusen (1915)
- Hughey of the Circus, regia di Wally Van (1915)

#### 1916
- The Brown Derby (1916)
- When Hooligan and Dooligan Ran for Mayor, regia di Wally Van (1916)
- A Night Out, regia di George D. Baker (1916)
- Hughey, the Process Server, regia di Wally Van (1916)
- Prudence, the Pirate, regia di William Parke (1916)

#### 1917
- Flora the School Teacher (1917)
- Flora the Manicure Girl (1917)
- Flora the Life-Saver (1917)
- Flora the International Spy (1917)
- Flora the Dressmaker (1917)
- Flora Joins the Chorus (1917)
- Flora in the Movies (1917)
- War Prides (1917)

#### 1918
- The Great Adventure, regia di Alice Guy (1918)

- Boodle and Bandits, regia di Larry Semon (1918)

#### 1919
- Oh Boy!, regia di Albert Capellani (1919)

- Dawn, regia di J. Stuart Blackton (1919)

#### 1920
- The She-Male Sleuth (1920)

- Birthright, regia di Edward L. Hemmer (1920)

#### 1921
- Lessons in Love, regia di Chester Withey (1921)

- Le due orfanelle (Orphans of the Storm) di David Wark Griffith (1921)

#### 1922
- When Knighthood Was in Flower, regia di Robert G. Vignola (1922)
- Man Wanted, regia di John Francis Dillon (1922)

- Orphan Sally, regia di Edward L. Hemmer (1922)
- A Social Error, regia di Gregory La Cava (1922)

#### 1923
- Luck (1923)

#### 1924
- Roulette, regia di Stanner E.V. Taylor (1924)

- Monsieur Beaucaire, regia di Sidney Olcott (1924)

#### 1925
- The Early Bird, regia di Charles Hines (1925)
- The Midnight Girl, regia di Wilfred Noy (1925)
- Men and Women, regia di William C. de Mille (1925)
- The Adventurous Sex, regia di Charles Giblyn (1925)
- The Wrongdoers, regia di Hugh Dierker (1925)
- The Live Wire, regia di Charles Hines (1925)
- His Buddy's Wife, regia di Tom Terriss (1925)
- A Kiss for Cinderella, regia di Herbert Brenon (1925)
- Lover's Island, regia di Henri Diamant-Berger (1925)

#### 1926
- 'Morning, Judge, regia di Dave Fleischer (1926)
- Quinta Strada (Fifth Avenue), regia di Robert G. Vignola (1926)
- The Brown Derby, regia di Charles Hines (1926)
- Oh, Baby!, regia di Harley Knoles (1926)

#### 1927
- Are Brunettes Safe?, regia di James Parrott (1927)
- Captain Salvation, regia di John S. Robertson (1927)
- Il castello degli spettri (The Cat and the Canary), regia di Paul Leni (1927
- Il cavaliere nero (Rose of the Golden West), regia di George Fitzmaurice (1927
- Via Belgarbo (Quality Street), regia di Sidney Franklin (1927)

#### 1928
- The Wife's Relations, regia di Maurice Marshall (1928)
- Five and Ten Cent Annie, regia di Roy Del Ruth (1928)
- The Haunted House, regia di Benjamin Christensen (1928)

#### 1929
- The Faker, regia di Phil Rosen (1929)
- Come Across, regia di Ray Taylor (1929)
- Papà mio! (Say It with Songs), regia di Lloyd Bacon (1929)

#### Anni trenta
- The Matrimonial Bed, regia di Michael Curtiz (1930)
- Sweet Kitty Bellairs, regia di Alfred E. Green (1930)
- The Bride's Mistake, regia di Earle Rodney (1931)
- Per una donna (I Take This Woman), regia di Marion Gering (1931)
- Play-Girl, regia di Ray Enright (1932)
- The Scarlet Letter, regia di Robert G. Vignola (1934)
- Il velo dipinto (The Painted Veil), regia di Richard Boleslawski (1934)
- San Francisco, regia di W. S. Van Dyke (1936)
- Women Are Trouble, regia di Errol Taggart (1936)
- Postal Inspector, regia di Otto Brower (1936)
- Mama Steps Out, regia di George B. Seitz (1937)
- When Love Is Young, regia di Hal Mohr (1937)
- Gli allegri vagabondi o I fanciulli del West (Way Out West), regia di James W. Horne (1937)
- London by Night, regia di William Thiele (1937)
- Bad Guy, regia di Edward L. Cahn (1937)
- A Night at the Movies, regia di Roy Rowland (1937)
- Donne (The Women), regia di George Cukor (1939)

### Produttrice
- Flora the International Spy (1917)

- War Prides (1917)

### Film o documentari dove appare Flora Finch
- How Cissy Made Good, regia di George D. Baker (1914)

- The Film Parade, regia di J. Stuart Blackton (1933)